# Grażyna Wojcieszko

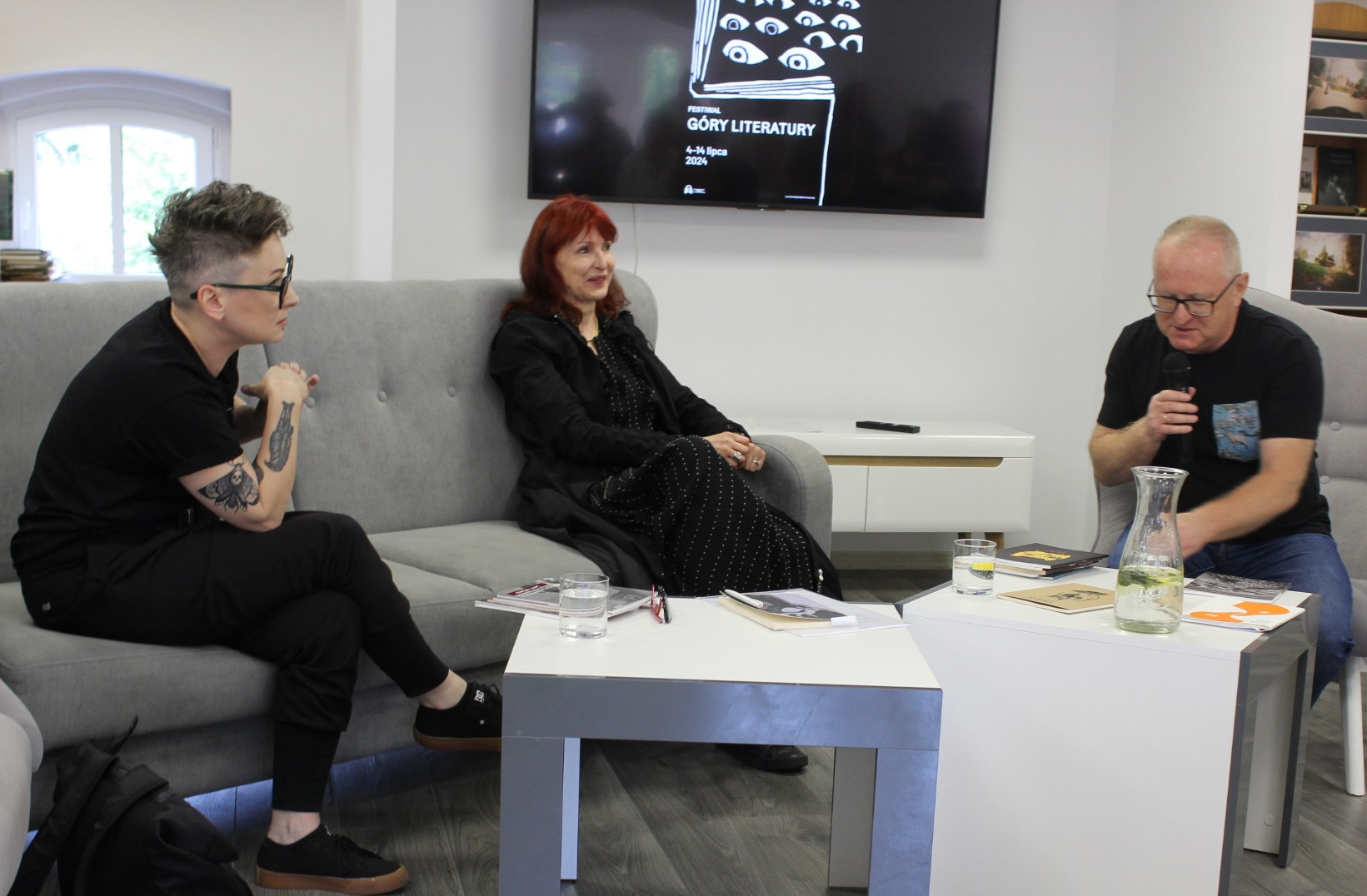
Sylwia Jaworska, Grażyna Wojcieszko, Karol Maliszewski

Grażyna Wojcieszko (ur. 1957 w Bydgoszczy) – polska poetka. 
W swoim dorobku ma sześć tomów poetyckich oraz tom prozy poetyckiej Animalki. Autorka tekstów piosenek oraz scenariuszy do klipów muzycznych. Jej wiersze tłumaczone były na: francuski,  angielski, hiszpański, szwedzki. Publikowała w wielu pismach i portalach  literackich, m.in. w "Wyspie", „Odrze”, „Ha!arcie”," Babińcu Literackim".

## Życiorys
Z wykształcenia magister sztucznej inteligencji, absolwentka francuskich uniwersytetów Université Paris-Saclay  i Pierre-et-Marie-Curie. Pracowała na stanowisku asystentki wydziału informatyki École centrale Paris we Francji. 
W latach 1992–2018 pracowała jako zarządca projektów w Komisji Europejskiej w Brukseli. Jest też absolwentką Studium Literacko-Artystycznego UJ, polskiej szkoły „creative writing”. 
Debiutowała w 2000 roku tomikiem poezji W oczekiwaniu. Tomik Les abattoirs de Bruxelles został zakwalifikowany do II etapu nagrody poetyckiej Silesius 2008 (w tłumaczeniu na francuski przez Alaina van Crugtena ukazał się w 2011; wiersze z tego tomu w tłumaczeniu na szwedzki przez Jurka Hirschberga ukazały się w 2011 w Suecia Polonia).
Poetka brała udział m.in. w festiwalach poezji: 10ème festival de poésie de Namur w Belgii, edycja 2013; Le Printemps des poètes w Luksemburgu, edycja 2012; Journées polonaises de Saint Gilles, w Brukseli, edycja 2011 i Le Printemps des poètes w Luksemburgu, edycja 2012; Chojnicka Noc Poetów, Chojnice 2011, Jubileusz 15-lecia Studium Literacko-Artystycznego UJ w Krakowie 2009, V i VI edycja Bydgoskiego Trójkąta Literackiego, Bydgoszcz (2007, 2008).
Od roku 2017 jest prezesem Fundacji czAR(T) Krzywogońca – miejsca międzynarodowych spotkań twórczych. W ramach inicjatyw fundacji zainicjowała ogólnopolski konkurs poetycki „O Złotą Pszczołę”, a dzięki niemu utworzyła serię wydawniczą „Leśna pszczoła”, zawierającą lirykę współczesnych poetów zainspirowanych przyrodą.
Wraz z muzykiem Adamem Prucnalem stworzyła spektakl muzyczno poetycki, z którym występowała w kraju i za granicą. W lutym 2020 wydała debiutancki album  pt."Nie mów o miłości". Płyta powstała w wyniku współpracy z Mają Koman i Remigiuszem Juśkiewiczem.  Pracuje na pograniczu poezji i sztuk wizualnych.   

## Życie prywatne
Była żoną fotografika Wojciecha Konarzewskiego (Woytek Konarzewski) i Jana Krzysztofa Frąckowiaka. Jest matką Matthieu Konarzewski,Claudii Konarzewski i Oscara Konarzewski. 

## Twórczość
- Animalki (Fundacja Duży Format, Warszawa 2018) – tom prozy poetyckiej, ISBN 978-83-64530-66-1
- Zaklinanie (Strzeliński Ośrodek Kultury, Strzelin 2016) – Grand Prix VIII Ogólnopolskiego Konkursu Poetyckiego „O Granitową Strzałę” 2016
- Szept Struny (Instytut Wydawniczy Świadectwo, Bydgoszcz 2015) – tom poetycki, ISBN 978-83-7456-026-9
- Łódź tkanina z wadami (Wojewódzka Biblioteka Publiczna Łódź 2015) – antologia, wiersze, ISBN 978-83-63199-48-7
- Mężczyzna w zielonych spodniach (Czerwona Papuga, Warszawa 2014) – antologia, opowiadania, ISBN 978-83-936820-4-1
- Sen o Tramwaju (Księgarnia Akademicka, 2012)[15], (Księgarnia Akademicka, Kraków 2013) tom poetycki z audiobookiem (czyta Anna Romantowska, muzyka Adam Prucnal), ISBN 978-83-7638-235-7
- The tram dream (Księgarnia Akademicka, Kraków 2013) – wydanie dwujęzyczne polsko-angielskie, tom poetycki, ISBN 978-83-7638-314-9
- Poeci Borów Tucholskich (Miejska Biblioteka Publiczna w Tucholi, Tuchola 2012) – antologia, wiersze, ISBN 978-83-62097-35-7
- Les abattoirs de Bruxelles (Księgarnia Akademicka, Kraków 2011) – wydanie dwujęzyczne polsko-francuskie, tom poetycki, ISBN 83-71-88120-7
- Almanach IV Bronowickiego karnawału Literackiego (Klub Kultury Mydlniki, Kraków 2009) – antologia, wiersze
- Les abattoirs de Bruxelles (Księgarnia Akademicka, Kraków 2008) – tom poetycki, ISBN 978-83-7188-120-6
- Nie damy pogrześć mowy (Edition APAJTE, Paryż 2008) – antologia, wiersze, ISBN 978-2-911742-02-6
- Miłość niejedno ma imię (Miejski Domu Kultury "Południe", 2007) – antologia, wiersze
- Podróż Poetycka (EX LIBRIS 43bis, Katowice 2007) – antologia, wiersze
- Cząstki języka (Miejska Biblioteka Publiczna, Nowa Ruda 2007) – antologia, wiersze
- Karuzela (Księgarnia Akademicka, Kraków 2005) – tom poetycki, ISBN 83-7188-872-4
- Pretekst (Księgarnia Akademicka, Kraków 2005) – antologia, opowiadania
- W oczekiwaniu (Estrella, Warszawa 2000) – tom poetycki, ISBN 83-86-62250-4